# Araneola
Araneola (fl. V secolo) è stata una nobildonna romana, conoscente del poeta Sidonio Apollinare.
Il suo nome richiama le Metamorfosi ovidiane  dove si racconta di "aracne": «Nella schiera delle vergini addette all'opera della tessitura spicca Araneola, che supera nell'arte la stessa Minerva...» 
«L’idionimo Araneola, mai attestato altrove (mentre come nome comune ricorre in Cicerone, nat. deor. 2.123 in araneolis aliae… aliae…), è ovviamente diminutivo di aranea, con spiccata funzione ipocoristico-affettiva, che avrà voluto compendiare in emblema la quintessenza delle virtù femminili : un nome insomma, « ragnetto », 
Figlia di Magno (console nel 460) e bis-nipote di Agricola (console nel 421), fu probabilmente lontana discendente di Ninfidio Sabino; era sorella di Magno Felice (Prefetto del pretorio delle Gallie) e di Probo. 
Negli anni 460 sposò Polemio, poi prefetto del pretorio delle Gallie; in occasione del loro matrimonio, Sidonio Apollinare compose un'opera, l'Epithalamii dicti Polemio et Araneolae.